# Gemeinde Guttentag
Die Gemeinde Guttentag, polnisch Gmina Dobrodzień ist eine Stadt- und Landgemeinde im Powiat Oleski der Woiwodschaft Opole in Polen. Verwaltungssitz ist Guttentag. Die Gemeinde ist zweisprachig (polnisch und deutsch).

## Geographie
Die Gemeinde hat eine Fläche von 162,84 km², davon sind 45 % Flächen für die Landwirtschaft und 47 % Waldflächen. Die Gemeinde nimmt 16,73 % der Fläche des Powiats ein.

## Gliederung
In der Gemeinde befinden sich:
Städte:
- Guttentag (Dobrodzień)

Orte mit Schulzenamt und zugehörigen Weilern:
- Blachow (Błachów)
- Bzinitz (Bzinica Stara) mit Bonken (Bąki)
- Charlottenthal (Klekotna)
- Ellguth-Guttentag (Ligota Dobrodzieńska)
- Glowtschütz (Główczyce)  mit Zwoos (Zwóz)
- Goslawitz (Gosławice)
- Heine (Kolejka)
- Kotzuren (Kocury)
- Makowtschütz (Makowczyce)
- Mischline (Myślina) mit Dombrowitze (Dąbrowica) und Thursy (Turza)
- Petershof (Pietraszów) mit Lisczok (Liszczok)
- Pluder (Pludry)
- Rzendowitz (Rzędowice) mit Bziunkau (Bzionków)
- Schemrowitz (Szemrowice)
- Warlow (Warłów) mit Malchow (Malichów)
- Wilhelmshort (Bzinica Nowa)

## Bevölkerung
2002 hatte die Gemeinde 11.045 Einwohner. Neben der polnischen Bevölkerung gaben bei der Volkszählung 2002 2796 Personen (25,3 %) die deutsche Nationalität (Volkszugehörigkeit) und 710 Personen Schlesisch (6,4 %) an. 1949 Personen (mit polnischer Staatsangehörigkeit) bzw. 17,65 % sprachen im privaten Alltag deutsch. Bei der Volkszählung 2011 lag bei einer Gesamteinwohnerzahl von 10.110 Personen der prozentuale Anteil der Deutschen bei 18,5 % bzw. 1867 Personen.
| Nationalität | Anzahl | Anteil |
| ------------ | ------ | ------ |
| Deutsch      | 2796   | 25,3 % |
| Polnisch     | 6369   | 57,7 % |
| Schlesisch   | 710    | 6,4 %  |

| Nationalität | Anzahl | Anteil |
| ------------ | ------ | ------ |
| Deutsch      | 1867   | 18,5 % |

## Politik

### Bürgermeister
An der Spitze der Gemeindeverwaltung steht der Bürgermeister. Von 2006 bis 2018 war dies Róża Koźlik von der Deutschen Minderheit. Sie unterlag 2018 Andrzej Jasiński vom Wahlkomitee „Neues Dobrodzień“. Die turnusmäßige Wahl im April 2024 brachte folgendes Ergebnis:
- Agnieszka Hurnik (Wahlkomitee Agnieszka Hurnik) 54,2 % der Stimmen
- Andrzej Jasiński (Wahlkomitee „Neues Dobrodzień“) 46,8 % der Stimmen

Damit wurde Hurnik bereits im ersten Wahlgang zur neuen Bürgermeisterin gewählt.
Die turnusmäßige Wahl im Oktober 2018 brachte folgendes Ergebnis:
- Andrzej Jasiński (Wahlkomitee „Neues Dobrodzień“) 63,0 % der Stimmen
- Róża Koźlik (Wahlkomitee Deutsche Minderheit) 37,0 % der Stimmen

Damit wurde Jasiński bereits im ersten Wahlgang zum neuen Bürgermeister gewählt.

### Stadtrat
Der Stadtrat besteht aus 15 Mitgliedern und wird direkt in Einpersonenwahlkreisen gewählt. Die Stadtratswahl 2024 führte zu folgendem Ergebnis:
- Wahlkomitee Agnieszka Hurnik 54,8 % der Stimmen, 11 Sitze
- Wahlkomitee „Neues Dobrodzień“ 38,1 % der Stimmen, 4 Sitze
- Übrige 7,1 % der Stimmen, kein Sitz

Die Stadtratswahl 2018 führte zu folgendem Ergebnis:
- Wahlkomitee „Neues Dobrodzień“ 55,1 % der Stimmen, 13 Sitze
- Wahlkomitee Deutsche Minderheit 32,1 % der Stimmen, 1 Sitz
- Wahlkomitee der schlesischen Bürger 6,4 % der Stimmen, kein Sitz
- Wahlkomitee Joachim Wloczyk 6,3 %, 1 Sitz